# الفشن
الفشن (به عربی: الفشن) یک منطقهٔ مسکونی در مصر است که در استان بنی‌سویف واقع شده‌است.